# Žernovice
Žernovice, Duits: Schernowitz, is een gemeente in het zuiden van Tsjechië, 120 km ten zuiden van Praag. Žernovice telde 342 inwoners in 2024.
Babice ·
Bohumilice ·
Bohunice ·
Borová Lada ·
Bošice ·
Budkov ·
Buk ·
Bušanovice ·
Čkyně ·
Drslavice ·
Dub ·
Dvory ·
Horní Vltavice ·
Hracholusky ·
Husinec ·
Chlumany ·
Chroboly ·
Chvalovice ·
Kratušín ·
Křišťanov ·
Ktiš ·
Kubova Huť ·
Kvilda ·
Lažiště ·
Lčovice ·
Lenora ·
Lhenice ·
Lipovice ·
Lužice ·
Mahouš ·
Malovice ·
Mičovice ·
Nebahovy ·
Němčice ·
Netolice ·
Nicov ·
Nová Pec ·
Nové Hutě ·
Olšovice ·
Pěčnov ·
Prachatice ·
Radhostice ·
Stachy ·
Stožec ·
Strážný ·
Strunkovice nad Blanicí ·
Svatá Maří ·
Šumavské Hoštice ·
Těšovice ·
Tvrzice ·
Újezdec ·
Vacov ·
Vimperk ·
Vitějovice ·
Vlachovo Březí ·
Volary ·
Vrbice ·
Záblatí ·
Zábrdí ·
Zálezly ·
Zbytiny ·
Zdíkov ·
Žárovná ·
Želnava ·
Žernovice